# Defying Gravity (serial telewizyjny)
Defying Gravity (2009) – amerykańsko-kanadyjsko-brytyjsko-niemiecki serial telewizyjny, science fiction. Stworzony przez Jamesa D. Parriotta, przedstawiany jako „chirurdzy w kosmosie”.

## Opis fabuły
W roku 2052 ośmiu astronautów z pięciu krajów podejmuje się sześcioletniej międzynarodowej misji kosmicznej obejmującej eksplorację Wenus oraz innych planet systemu słonecznego.

## Obsada i bohaterowie

### Antares
- Evram Mintz (Eyal Podell) lekarz i psychiatra na statku. Chłopak Claire Dereux. Pochodzi z Izraela gdzie służył w CaHal.
- Jen Crane (Christina Cox) pochodząca z Kanady pani biolog. Żona Rolliego Crane’a, dawniej w związku z Tedem Shawem.
- Donner Maddux (Ron Livingston) inżynier pokładowy na statku. Pochodzi ze stanu Iowa w USA. Przyjaźni się z Nadią Schilling, i jest w dziwnych relacjach z Zoe Barnes. Jego ukochaną była Sharon Lewis, zanim zginęła podczas misji na Marsa.
- Nadia Schilling (Florentine Lahme) jest pilotem, która pochodzi z Niemiec. Przyjaźni się z Donnerem Madduxem.
- Paula Morales (Paula Garcés) jest pracownikiem badawczym, pilotem kapsuły. Odpowiada za tworzenie materiałów dokumentalnych dla dzieci. Pochodzi z Brownsville, w Teksasie.
- Steve Wassenfelder (Dylan Taylor) pochodzący z USA fizyk teoretyczny i koneser porno.
- Ted Shaw (Malik Yoba) dowódca statku Antares. Żonaty z Eve Weller, w przeszłości był w związku z Jen Crane. Pochodzi ze Stanów Zjednoczonych.
- Zoe Barnes (Laura Harris) pochodząca z Kanady pani geolog. Po nocy spędzonej z Donnerem Madduxem musiała poddć się aborcji.

### Ziemia
- Ajay Sharma (Zahf Paroo) kontroler misji, dawniej inżynier pokładowy, lecz po problemach z sercem, spowodowanych przez Beta, został przeniesiony. Pochodzi z Mumbaju, w Indiach.
- Claire Dereux (Maxim Roy) jest chirurgiem na pokładzie statku kosmicznego Antares i dziewczyną Evrama Mintza. Pochodzi z Montrealu w Kanadzie.
- Eve Weller-Shaw (Karen LeBlanc) pracuje razem z Gossem dla Bertram Corporation i była odpowiedzialna za dobór załogi. Jest żoną Teda Shawa, pochodzi z Nowego Orleanu, w stanie Luizjana, USA.
- Mike Goss (Andrew Airlie) dyrektor kontroli lotów misji. Brał udział w misji na Marsa.
- Rollie Crane (Ty Olsson) były dowódca statku kosmicznego Antares, obecnie pracuje w kontroli misji. Jest mężem Jen Crane. Pochodzi z USA.
- Arnel Poe (William C Vaughan) pracuje w kontroli misji. Stracił nogę podczas szkolenia kwalifikacji do misji Antares. Jest z USA.
- Trevor Williams (Peter Howitt) dziennikarz z Wielkiej Brytanii, który stara się dociec, dlaczego Międzynarodowa Organizacja Kosmiczna nie mówi prawdy na temat misji statku kosmicznego Antares.

### Mars
- Sharon Lewis (Lara Gilchrist) pozostała na Marsie wraz z Jeffem podczas poprzedniej misji. Jej ukochanym był Donner.
- Jeff Walker (Rick Ravanello) pozostał na Marsie wraz z Sharon.

## Spis odcinków
| Światowa premiera | Polska premiera | Nr | Angielski tytuł   |
| ----------------- | --------------- | -- | ----------------- |
|                   |                 |    |                   |
| SERIA PIERWSZA    |                 |    |                   |
|                   |                 |    |                   |
| 02.08.2009        | 12.11.2010      | 01 | Pilot             |
|                   |                 |    |                   |
| 02.08.2009        | 19.11.2010      | 02 | Natural Selection |
|                   |                 |    |                   |
| 09.08.2009        | 26.11.2010      | 03 | Threshold         |
|                   |                 |    |                   |
| 16.08.2009        | 03.12.2010      | 04 | H2IK              |
|                   |                 |    |                   |
| 23.08.2009        | 10.12.2010      | 05 | Rubicon           |
|                   |                 |    |                   |
| 28.08.2009        | 17.12.2010      | 06 | Bacon             |
|                   |                 |    |                   |
| 04.09.2009        | 24.12.2010      | 07 | Fear              |
|                   |                 |    |                   |
| 11.09.2009        | 31.12.2010      | 08 | Love, Honor, Obey |
|                   |                 |    |                   |
| 18.09.2009        | 07.01.2011      | 09 | Eve Ate the Apple |
|                   |                 |    |                   |
| 02.10.2009        | 14.01.2011      | 10 | Deja Vu           |
|                   |                 |    |                   |
| 09.10.2009        | 21.01.2011      | 11 | Solitary          |
|                   |                 |    |                   |
| 16.10.2009        | 28.01.2011      | 12 | Venus             |
|                   |                 |    |                   |
| 23.10.2009        | 04.02.2011      | 13 | Kiss              |
|                   |                 |    |                   |